# MBC 스포츠뉴스
《MBC 스포츠뉴스》(MBC SPORTS NEWS)는 MBC TV에서 매주 월요일부터 목요일 오후 8시 45분, 금요일부터 토요일 오후 8시 25분, 일요일 오후 8시 20분에 방송 중인 MBC 뉴스데스크 코너인 스포츠 종합 뉴스 프로그램이다.

## 역사
1975년에 처음으로 스포츠 뉴스를 방송하였으며, 2011년까지는 독립된 프로그램으로 편성되었다. 이후 1998년부터 2001년까지의 기간을 거쳐, 2011년부터는 MBC 뉴스데스크 내 코너 형식으로 편성되고 있다.

## 앵커

### 평일
| 대수 | 진행자             | 진행 기간                           | 비고          |
| ---- | ------------------ | ----------------------------------- | ------------- |
| 1대  | 이철원 前 아나운서 | 1981년 일자 미상 ~ 1983년 일자 미상 |               |
| 2대  | 송재익 前 아나운서 | 1983년 일자 미상 ~ 1985년 일자 미상 |               |
| 3대  | 이현우 前 아나운서 | 1985년 일자 미상 ~ 1986년 7월 23일  |               |
| 4대  | 이윤철 前 아나운서 | 1986년 7월 24일 ~ 1989년 10월 27일  |               |
| 5대  | 이현우 前 아나운서 | 1989년 10월 30일 ~ 1993년 4월 9일   | [ 1 ]         |
| 6대  | 한선교 前 아나운서 | 1993년 4월 12일 ~ 1994년 1월 21일   |               |
| 7대  | 이윤재 前 아나운서 | 1994년 1월 22일 ~ 1996년 10월 18일  | [ 2 ]         |
| 8대  | 이윤철 前 아나운서 | 1996년 10월 21일 ~ 1998년 4월 17일  | [ 3 ]         |
| 9대  | 이재용 前 아나운서 | 1998년 4월 20일 ~ 2000년 5월 12일   |               |
| 10대 | 박경추 아나운서    | 2000년 5월 15일 ~ 2001년 11월 2일   |               |
| 11대 | 김완태 前 아나운서 | 2001년 11월 5일 ~ 2003년 4월 25일   |               |
| 12대 | 박경추 아나운서    | 2003년 4월 28일 ~ 2006년 4월 28일   | [ 4 ]         |
| 13대 | 이정민 아나운서    | 2006년 5월 1일 ~ 2006년 8월 4일     |               |
| 14대 | 임경진 前 아나운서 | 2006년 8월 7일 ~ 2008년 1월 31일    | [ 5 ]         |
| 15대 | 김정근 前 아나운서 | 2008년 2월 1일 ~ 2010년 12월 24일   |               |
| 16대 | 김원경 前 아나운서 | 2012년 6월 25일 ~ 2012년 8월 28일   | [ 6 ]         |
| 17대 | 김초롱 아나운서    | 2012년 9월 3일 ~ 2013년 8월 23일    |               |
| 18대 | 박연경 아나운서    | 2013년 8월 26일 ~ 2017년 6월 11일   |               |
| 19대 | 김초롱 아나운서    | 2017년 6월 12일 ~ 2017년 8월 17일   | [ 9 ]         |
| 20대 | 박지민 아나운서    | 2017년 8월 18일 ~ 2017년 12월 6일   |               |
| 21대 | 허일후 前 아나운서 | 2017년 12월 26일 ~ 2020년 6월 26일  | [ 10 ] [ 11 ] |
| 22대 | 이영은 아나운서    | 2020년 6월 29일 ~ 2023년 9월 8일    | [ 13 ]        |
| 23대 | 박소영 아나운서    | 2023년 9월 11일 ~ 2025년 2월 28일   | [ 15 ] [ 16 ] |
| 24대 | 정영한 아나운서    | 2025년 3월 3일 ~ 현재               | [ 17 ]        |

### 주말
| 대수 | 진행자             | 진행 기간                          | 비고          |
| ---- | ------------------ | ---------------------------------- | ------------- |
| 1대  | 변창립 前 아나운서 | 1989년 11월 4일 ~ 1990년 10월 14일 |               |
| 2대  | 김창옥 前 아나운서 | 1990년 10월 20일 ~ 1992년 4월 5일  |               |
| 3대  | 임재홍 前 아나운서 | 1992년 4월 11일 ~ 1992년 8월 30일  |               |
| 4대  | 최창섭 前 아나운서 | 1992년 9월 5일 ~ 1992년 11월 1일   |               |
| 5대  | 이윤철 前 아나운서 | 1992년 11월 8일 ~ 1993년 4월 11일  |               |
| 6대  | 이윤재 前 아나운서 | 1993년 4월 17일 ~ 1995년 4월 16일  |               |
| 7대  | 이재용 前 아나운서 | 1995년 4월 22일 ~ 1998년 4월 19일  |               |
| 8대  | 신동진 前 아나운서 | 1998년 4월 25일 ~ 2000년 10월 29일 |               |
| 9대  | 김성주 前 아나운서 | 2000년 11월 4일 ~ 2003년 4월 27일  |               |
| 10대 | 이정민 아나운서    | 2003년 5월 3일 ~ 2006년 4월 30일   |               |
| 11대 | 임경진 前 아나운서 | 2006년 5월 6일 ~ 2006년 8월 6일    |               |
| 12대 | 이하정 前 아나운서 | 2006년 8월 12일 ~ 2007년 2월 25일  |               |
| 13대 | 손정은 前 아나운서 | 2007년 3월 3일 ~ 2008년 3월 23일   |               |
| 14대 | 허일후 前 아나운서 | 2008년 4월 12일 ~ 2010년 10월 31일 |               |
| 15대 | 양승은 아나운서    | 2010년 11월 6일 ~ 2010년 12월 12일 |               |
| 16대 | 이진 아나운서      | 2012년 9월 1일 ~ 2013년 3월 9일    |               |
| 17대 | 이재은 아나운서    | 2013년 3월 23일 ~ 2017년 5월 14일  |               |
| 18대 | 정슬기 아나운서    | 2017년 5월 21일 ~ 2017년 9월 3일   |               |
| 19대 | 김나진 아나운서    | 2018년 3월 31일 ~ 2019년 6월 9일   | [ 22 ]        |
| 20대 | 박연경 아나운서    | 2019년 6월 15일 ~ 2020년 3월 28일  | [ 23 ] [ 24 ] |
| 21대 | 이선영 아나운서    | 2020년 4월 4일 ~ 2022년 3월 27일   |               |
| 22대 | 박소영 아나운서    | 2022년 4월 2일 ~ 2023년 9월 3일    | [ 27 ]        |
| 23대 | 김민호 아나운서    | 2023년 9월 9일 ~ 2024년 5월 26일   | [ 28 ]        |
| 24대 | 김준상 아나운서    | 2024년 6월 1일 ~ 2025년 2월 23일   | [ 29 ]        |
| 25대 | 강다은 아나운서    | 2025년 3월 1일 ~ 현재              | [ 30 ]        |

## 코너
방영 코너
| 코너명      | 진행자                                        |
| ----------- | --------------------------------------------- |
| TOP PLAY    | 평일 : 정영한 아나운서 주말 : 강다은 아나운서 |
| 스포츠 영상 | 평일 : 정영한 아나운서 주말 : 강다은 아나운서 |

종영 코너
| 코너명      | 진행자 |
| ----------- | ------ |
| 60초 인터뷰 |        |
| 90초 인터뷰 |        |

## 타이틀 변천사
| 기수 | 프로그램 타이틀 | 방송 기간               |
| ---- | --------------- | ----------------------- |
| 1기  | MBC 스포츠뉴스  | 1974년 11월 10일 ~ 현재 |

## 편성 축소 및 결방
뉴스가 예정 시간보다 길어지거나 특집 형식으로 편성되는 경우, 스포츠 뉴스의 방송 분량이 축소되거나 결방되는 사례가 발생하기도 한다.

## 경쟁 프로그램
- KBS 스포츠 9 (KBS 1TV)
- SBS 스포츠뉴스 (SBS TV)